# Jason Morris
Jason Newth Morris (ur. 3 lutego 1967 w Scotii) – amerykański judoka. Srebrny medalista olimpijski z Barcelony.
Brał udział w czterech igrzyskach (IO 88, IO 92, IO 96, IO 00). W 1992 zajął drugie miejsce w wadze do 78 kilogramów. W finale przegrał z Japończykiem Hidehiko Yoshidą. Zdobył brązowy medal mistrzostw świata w 1993 i sięgnął po dwa złote medale igrzysk panamerykańskich (1987, 1991; srebro w 1995) oraz sześciokrotnie był mistrzem kraju. Startował w Pucharze Świata w latach 1989–1992, 1995 i 1996.